# Svetlana Priakhina
Svetlana Priakhina   (Volgograd, 29 de juliol de 1970) és una exjugadora d'handbol russa que va competir durant les dècades de 1980 i 1990.
El 1992 va prendre part en els Jocs Olímpics de Barcelona, on guanyà la medalla de bronze en la competició d'handbol. En el seu palmarès també destaca una medalla d'or al Campionat del món d'handbol de 1990, la lliga soviètica de 1989 i 1992 i la Recopa d'Europa de 1987 i 1988. A nivell de clubs jugà al Kuban Krasnodar.